# Henri Catargi
Henri Catargi (n. 6 decembrie 1894, București, România – d. 19 iulie 1976, București, România) a fost magistrat (nepracticant), artist vizual român, pictor de avangardă, modernist, iar, spre sfârșitul carierei a realizat lucrări în stilul realismului socialist.

## Biografie

### Familie
Henri H. Catargi era fiul juristului Henri Catargi (1860–1944), director al Băncii Naționale a României, mareșal al Palatului Regal în anii 1915-1920 și ministru plenipotențiar al României la Bruxelles (1920-1929). Mama sa, Ecaterina Lămotescu, a fost fiica ofițerului Nicolae Lămotescu (1833–1874).

### Educație
Henri H. Catargi a urmat liceul la Paris, și, deoarece tatăl său i-a condiționat studiul picturii de absolvirea unei facultăți practice iar astfel și-a luat licența în drept la Sorbona.

### Arta sa în România Mare
La revenirea în țară, a frecventat Academia Liberă de Pictură, avându-i ca profesori pe Gheorghe Petrașcu și pe Jean Al. Steriadi. În 1920 s-a reîntors la Paris, pentru a studia la Academia Julian. Acolo i-a cunoscut pe pictorii postimpresioniști francezi Édouard Vuillard, Paul Sérusier, pictorii Felix Vallotton, Maurice Denis, dar și pe Theodor Pallady, care a avut o mare influență asupra creației sale.
Prima expoziție personală a pictorului a avut loc la Paris, în 1922, după care artistul a început să își câștige faima atât în Europa, cât și în România, expunând la București, dar și la Moscova, Belgrad, Praga, Berlin, New Delhi, Cairo, Londra și Tokyo.

### După 23 august 1944
Arta lui Catargi a evoluat într-un mod destul de puțin obișnuit, lucrările din prima perioadă de creație au fost lucrări care țin mai mult de avangardă decât de modernism. Spre sfârșitul vieții, împins de nevoile materiale, a început să picteze în manieră realistă personaje în costume naționale, cu broboade, bibliotecare, reușind să se adapteze într-un mod superior tuturor condițiilor impuse de ideologie după cum se solicita în perioada regimului comunist.

### Distincții
- Ordinul Muncii clasa a II-a (1 octombrie 1957) „pentru merite deosebite în activitatea artistică”[10]
- titlul de Maestru Emerit al Artei (28 martie 1962) „pentru activitate deosebită în domeniul artistic”[11]
- titlul de Artist al Poporului din Republica Populară Romînă (18 august 1964) „pentru merite deosebite în activitatea desfășurată în domeniul teatrului, muzicii, artelor plastice și cinematografiei”[12]
- Ordinul „Meritul Cultural” clasa a II-a (26 septembrie 1966) „pentru merite deosebite în activitatea literară, artistică și de răspîndire a culturii naționale, cu prilejul Centenarului Academiei Republicii Socialiste România”[13]
- Ordinul „Meritul Cultural” clasa I (1968) „pentru activitate deosebită în domeniul artelor plastice”[14]
- Ordinul Muncii clasa I (20 aprilie 1971) „pentru merite deosebite în opera de construire a socialismului, cu prilejul aniversării a 50 de ani de la constituirea Partidului Comunist Român”[15]